# 16142 Leung
16142 Leung este un asteroid care intersectează orbita planetei Marte.

## Descriere
16142 Leung este un asteroid care intersectează orbita planetei Marte. Asteroidul prezintă o orbită caracterizată de o semiaxă mare de 2,24 ua, o excentricitate de 0,30 și o înclinație de 8,8° în raport cu ecliptica.